# Al-Mukharram
Al-Mukharram (arabe : المخرم), aussi connu comme Mukharram al-Fawqani (arabe : المخرم الفوقاني; et parfois écrit Makhem Fuqani ou Mkhurem Fouqani) est une petite ville dans le centre de la Syrie. C'est la capitale du district de al-Mukharram et est administré par le gouvernorat de Homs. La ville est localisée à 42 kilomètres au nord de Homs.